# Redcliff-Nunatak
Der Redcliff-Nunatak ist ein 630 m hoher Nunatak aus rotem Granit im ostantarktischen Viktorialand. Er ragt 6,5 km östlich des Mount Suess an der Südflanke des Mackay-Gletschers auf.
Teilnehmer der Terra-Nova-Expedition (1910–1913) unter der Leitung des britischen Polarforschers Robert Falcon Scott kartierten ihn und benannten ihn nach seiner rötlichen Färbung.